# Sønder Nyland
Sønder Nyland är en ö i Danmark.   Den ligger i Region Nordjylland, i den norra delen av landet, 200 km nordväst om  Köpenhamn. Ön ligger utanför Läsö.